# لئونارد داو
لئونارد داو (انگلیسی: Leonard Dawe; ۳ نوامبر ۱۸۸۹ – ۱۲ ژانویهٔ ۱۹۶۳) بازیکن فوتبال اهل بریتانیا بود.
از باشگاه‌هایی که در آن بازی کرده‌است می‌توان به باشگاه فوتبال دالیچ هملت و باشگاه فوتبال ساوت‌همپتون اشاره کرد.
وی همچنین در تیم ملی فوتبال England amateur بازی کرده‌است.